# The Beat Goes On (chanson de Bob Sinclar)
Pour les articles homonymes, voir The Beat Goes On.
Singles de Bob Sinclar
Save Our Soul
(2001) Kiss My Eyes
(2003)
The Beat Goes On est le premier single de Bob Sinclar issu de l'album III interprété par Linda Lee Hopkins.

## Historique
À l'origine, le titre est composé par Alain Wisniak pour Marc Cerrone qui le refuse ; mais Alain Wisniak le présente à Bob Sinclar. Les deux se sont connus quelque temps auparavant, à la suite de la sortie de l'album Cerrone by Bob Sinclar. Le DJ trouve le titre « un peu moisi ». Quelques jours plus tard, Bob Sinclar rappelle pourtant le compositeur, lui proposant de retravailler le titre à partir de l'A cappella. Bob Sinclar transforme la composition initiale pour en faire un tube. Par la suite, Alain Wisniak travaillera sur l'album III et The Beat Goes On en devient le premier single.

## Classement par pays
| Pays          | Meilleure position |
| ------------- | ------------------ |
| Belgique Wa   | 27                 |
| Belgique Vl   | 25                 |
| France Top 50 | 22                 |
| Pays-Bas      | 92                 |